# Cousinia semenowii
Cousinia semenowii là một loài thực vật có hoa trong họ Cúc. Loài này được Regel mô tả khoa học đầu tiên.